# Jan Koller
Pour les articles homonymes, voir Koller.
Jan Koller, né le 30 mars 1973 à Smetanova Lhota en Tchécoslovaquie, est un footballeur international tchèque évoluant au poste d'avant-centre.

## Biographie

### Formation et débuts
Jan Koller pousse ses premiers ballons à Prague ou dans sa grande banlieue du côté de Smetanova Lhota. Issu des amateurs du Milevsko, Koller monte à la capitale pour tenter sa chance dans le football professionnel au Sparta.
Ses premiers pas chez le Sparta sont plutôt hésitants voire désastreux. Jan Koller est conscient de ses piètres qualités techniques, contrastant avec celles de ses coéquipiers Pavel Nedvěd et Jiří Němec, et qu'il n'a pas le profil-type d'un footballeur. Plus tard, sur les terrains d'entraînement, ses partenaires Michal Horňák et Jiří Novotný, excédés parfois par les difficultés de Koller à garder son équilibre malgré sa taille, l'appellent même « l’épileptique ». Le plus souvent, il évolue avec l'équipe réserve comme titulaire voire remplaçant, barré en équipe première par Vratislav Lokvenc. On lui recommande même de tenter sa chance au basket-ball. Vexé, Koller persévère et finit par recevoir les compliments de l'entraîneur Jürgen Sundermann. Pourtant, à la fin de cette saison 1995-1996, personne ne cherche à le retenir quand une offre des Belges du KSC Lokeren arrive aux dirigeants tchèques.

### Révélation en Belgique (1996-2001)
En Belgique, du côté de la Flandre-Orientale où il est accueilli par ses compatriotes de l'équipe, le footballeur renaît. Sûr de lui, il impose son physique et son coup de reins dans les défenses de première division belge. Lors de sa troisième saison, auteur de 27 buts, il décroche le titre de meilleur buteur et une première sélection avec la Tchéquie.
Le RSC Anderlecht, en reconquête, succombe à ses charmes. À Bruxelles, Jan Koller confirme et grimpe au sommet du Championnat, parsemant son ascension de vingt buts. Il gagne deux titres de champion de Belgique et fait ses premiers pas en Ligue des champions.

### Reconnaissance internationale avec Dortmund (2001-2006)
Au début de la saison 2001-2002, Jan Koller signe en faveur du Borussia Dortmund, en Allemagne, où il rejoint son compatriote Tomáš Rosický. Cette première saison est très bonne : le club remporte le championnat d'Allemagne et atteint la finale de la Coupe de l'UEFA, mais s'incline face au Feyenoord Rotterdam (2-3) malgré un superbe but de Jan Koller. C'est à Dortmund qu'il se fait véritablement connaître du grand public, notamment par sa grande taille (2,02 m) et son jeu de grande qualité. Il devient par ailleurs l'un des attaquants les plus craints en Europe, notamment grâce à ses "raids" ahurissants. En septembre 2005, il se blesse gravement et ne joue presque plus avec le Borussia Dortmund. Cependant, il est dans le groupe tchèque pour la Coupe du monde 2006 en Allemagne mais ses performances ne sont plus aussi bonnes qu'auparavant. Il tente de se relancer en France en signant à l'AS Monaco pour la saison 2006-2007.

### En équipe nationale
Lors de sa troisième saison en Belgique, Jan Koller décroche une première sélection avec la Tchéquie contre les Diables rouges de son pays adoptif : il marque le seul but du match (1-0).
En sélection, il est sacré meilleur joueur tchèque de l'année 1999, marche sur les éliminatoires de l'Euro 2000. Il terrasse tous ses adversaires avec six buts en autant de matchs lors des qualifications. Il participe à l'aventure européenne tchèque à l'Euro 2000, à l'Euro 2004 où il inscrit deux buts : face aux Pays-Bas puis face au Danemark en 1/4 de finale. Le 4 juin 2005, face à Andorre (8-1), Jan Koller marque son 35e but en sélection et devient le meilleur buteur tchèque de l'histoire. Il dépasse ainsi Antonin Puc qui avait marqué 34 buts entre 1926 et 1938
Il enchaîne lors de la Coupe du monde 2006, lors de laquelle il se blesse rapidement malgré avoir inscrit un but contre les Etats-Unis. Jan Koller dispute sa dernière compétition lors de l'Euro 2008 où il marque face à la Turquie lors du premier tour. 

### Blessures et fin de carrière professionnelle
Il tente de se relancer en France en signant à l'AS Monaco pour la saison 2006-2007. Il fait une première saison correcte, parachevée de 8 buts, mais ses performances se ternissent et en janvier 2008, il part pour le club de Nuremberg en première division allemande. Lors de l'Euro 2008, il fait partie des sélectionnés de l'équipe Tchèque mais l'équipe est éliminée à l'issue du premier tour. Jan Koller marque un but lors de la défaite 2-3 contre la surprenante équipe de Turquie.
Le 23 juin 2008, il signe un contrat d'un an et demi avec le club russe du Krylia Sovetov Samara, contre une indemnité de transfert d'un million d'euros. Il y marque 7 buts, dont 2 doublés, en 18 matches joués. Le 27 août 2009, il est sélectionné avec l'équipe nationale de Tchéquie pour les qualifications de la Coupe du monde 2010, alors qu'il avait annoncé sa retraite internationale après l'Euro 2008 : il ne joue finalement qu'un seul match.

### Dernières saisons au niveau amateur
Le 30 novembre 2009, on apprend qu'il pourrait être transféré vers le club de l'AS Cannes évoluant en National, les deux parties ayant fait part depuis plusieurs mois de leurs intérêts communs. Jan Koller souhaite en effet terminer sa carrière dans le sud de la France, du côté de Monaco qu'il connaît bien et où il possède un logement. Le 4 janvier 2010, et malgré des offres en provenance de Hambourg et de clubs asiatiques, il signe un contrat d'un an et demi à l'AS Cannes, qui est alors à la treizième place du National, l'équivalent de la troisième division française. Son agent explique alors qu'il préfère une vie paisible en famille, plutôt qu'aller en Bundesliga ou en Chine.
Le 16 janvier 2010, à l'occasion de son premier match avec sa nouvelle formation, il trouve le chemin des filets. Il marque au total 4 buts en 15 rencontres au cours de cette première demi-saison en National, se faisant très vite adopter par ses coéquipiers et les supporters cannois pour ses qualités sur le terrain et son comportement en dehors du terrain. En février 2010, il est expulsé pour la première et unique fois de sa carrière professionnelle lors d'une rencontre face à Évian.
À l'orée de sa deuxième saison cannoise, Jan Koller peut prendre des vacances (après avoir enchaîné saison russe et demi-saison de National) et bénéficier d'une vraie préparation d'avant saison. À l'image de son club, il attaque de très belle manière son championnat, inscrivant 8 buts lors des 9 premières journées. À la fin de la saison 2010-2011, que le club termine en cinquième position, manquant une accession en Ligue 2 qui était un objectif, il prolonge son contrat d'un an avec l'AS Cannes, mais le club, qui n'est plus aux normes du championnat de National, est rétrogradé en CFA. Jan Koller décide alors de ne pas honorer sa dernière année de contrat et met un terme à sa carrière le 17 août 2011.
Il joue cependant en 2011-2012, aux côtés notamment de Stéphane Porato, avec l'équipe 3 de l'AS Monaco qui évolue dans le championnat régional. L'équipe remporte la coupe du District Côte d'Azur (victoire 3-0 face au CDJ Antibes) et la Promotion d'Honneur B en senior. De plus, elle obtient sa promotion en Promotion d'Honneur A du District Côte d'Azur.
En 2013, Jan Koller dispute son premier match sous le maillot de l'équipe de Tchéquie de beach soccer, face à la Slovaquie. Il marque un but dès sa première sélection pour une victoire (5-2).
Lors de la saison 2014 - 2015, le géant tchèque remporte, à 42 ans, le championnat de Promotion d'Honneur A du District Côte d'Azur avec l'équipe 3 de l'AS Monaco et accède dès lors à la Division d'Honneur Régionale. Il reste avec cette équipe jusqu'en fin de saison 2015-2016 et arrête sa carrière.

### Après-carrière
Restant dans le milieu du football, Jan Koller est à partir de 2017 recruteur pour le Sparta Prague.

## Style de jeu
Jan Koller est surtout connu pour sa taille et son physique robuste, son jeu puissant et une bonne aptitude à jouer de la tête. Il fut souvent qualifié dans les médias de "tour de contrôle" voire de "phare humain".

## Palmarès

### Professionnel
- Champion de Tchéquie en 1995 avec le Sparta Prague
- Champion de Belgique en 2000 et 2001 avec le RSC Anderlecht
- Champion d'Allemagne en 2002 avec le Borussia Dortmund
- Vainqueur de la Coupe de Tchéquie en 1996 avec le Sparta Prague
- Vainqueur de la Coupe de la Ligue belge en 2000 avec le RSC Anderlecht

### Amateur
- Vainqueur de la Promotion d'Honneur B - District de la Côte d'Azur en 2012 (AS Monaco III)
- Vainqueur de la Promotion d'Honneur A - District de la Côte d'Azur en 2015 (AS Monaco III)
- Vainqueur de la Coupe de la Côte d'Azur en 2012 (AS Monaco III)

## Distinctions personnelles
- Meilleur buteur de l'histoire de la sélection tchèque (55 buts en 91 sélections)
- Meilleur buteur du championnat de Belgique en 1999 (24 buts avec le KSC Lokeren)
- Soulier d'or en 2000 (récompensant le meilleur joueur du championnat de Belgique)
- Élu meilleur joueur tchèque en 2000

## Statistiques

### Statistiques détaillées
| Saison                | Club                  | Championnat           | Championnat | Championnat | Championnat | Coupe nationale | Coupe nationale | Coupe nationale | Coupe de la Ligue | Coupe de la Ligue | Coupe de la Ligue | Compétition(s) continentale(s) | Compétition(s) continentale(s) | Compétition(s) continentale(s) | Compétition(s) continentale(s) | Tchéquie | Tchéquie | Tchéquie | Total | Total | Total |
| Saison                | Club                  | Division              | M.          | B.          | P.d.        | M.              | B.              | P.d.            | M.                | B.                | P.d.              | Comp.                          | M.                             | B.                             | P.d.                           | M.       | B.       | P.d.     | M.    | B.    | P.d.  |
| 1994-1995             | Sparta Prague         | D1                    | 6           | 1           | -           | -               | -               | -               | -                 | -                 | -                 | -                              | -                              | -                              | -                              | -        | -        | -        | 6     | 1     | 0     |
| 1995-1996             | Sparta Prague         | D1                    | 23          | 4           | -           | -               | -               | -               | -                 | -                 | -                 | C3                             | 5                              | 1                              | -                              | -        | -        | -        | 28    | 5     | 0     |
| Sous-total            | Sous-total            | Sous-total            | 29          | 5           | -           | -               | -               | -               | -                 | -                 | -                 | -                              | 5                              | 1                              | -                              | -        | -        | -        | 34    | 6     | 0     |
| 1996-1997             | KSC Lokeren           | D1                    | 31          | 8           | -           | -               | -               | -               | -                 | -                 | -                 | -                              | -                              | -                              | -                              | -        | -        | -        | 31    | 8     | 0     |
| 1997-1998             | KSC Lokeren           | D1                    | 33          | 11          | -           | -               | -               | -               | -                 | -                 | -                 | -                              | -                              | -                              | -                              | -        | -        | -        | 33    | 11    | 0     |
| 1998-1999             | KSC Lokeren           | D1                    | 33          | 24          | 10          | 5               | 3               | -               | -                 | -                 | -                 | -                              | -                              | -                              | -                              | 5        | 3        | 0        | 43    | 30    | 10    |
| Sous-total            | Sous-total            | Sous-total            | 97          | 43          | 10          | 5               | 3               | -               | -                 | -                 | -                 | -                              | -                              | -                              | -                              | 5        | 3        | 0        | 107   | 49    | 10    |
| 1999-2000             | RSC Anderlecht        | D1                    | 33          | 20          | 7           | 12              | 10              | -               | -                 | -                 | -                 | C3                             | 4                              | 3                              | -                              | 12       | 10       | 0        | 61    | 43    | 7     |
| 2000-2001             | RSC Anderlecht        | D1                    | 32          | 22          | -           | 5               | 2               | -               | -                 | -                 | -                 | C1                             | 16                             | 7                              | 3                              | 9        | 2        | 1        | 62    | 33    | 4     |
| Sous-total            | Sous-total            | Sous-total            | 65          | 42          | 7           | 17              | 12              | -               | -                 | -                 | -                 | -                              | 20                             | 10                             | 3                              | 21       | 12       | 1        | 123   | 76    | 11    |
| 2001-2002             | Borussia Dortmund     | Bundesliga            | 33          | 11          | 8           | 1               | 0               | 0               | 1                 | 0                 | 0                 | C1+C3                          | 8+6                            | 4+2                            | 1+0                            | 7        | 3        | 0        | 56    | 20    | 9     |
| 2002-2003             | Borussia Dortmund     | Bundesliga            | 34          | 13          | 4           | 1               | 1               | 0               | 1                 | 0                 | 0                 | C1                             | 12                             | 8                              | 2                              | 9        | 7        | 1        | 57    | 29    | 7     |
| 2003-2004             | Borussia Dortmund     | Bundesliga            | 32          | 16          | 5           | 2               | 1               | 1               | 3                 | 2                 | 1                 | C1+C3                          | 2+3                            | 0                              | 0                              | 13       | 4        | 1        | 55    | 23    | 8     |
| 2004-2005             | Borussia Dortmund     | Bundesliga            | 30          | 15          | 5           | 3               | 1               | 0               | -                 | -                 | -                 | -                              | -                              | -                              | -                              | 8        | 10       | 0        | 41    | 26    | 5     |
| 2005-2006             | Borussia Dortmund     | Bundesliga            | 9           | 4           | 3           | 1               | 1               | 0               | -                 | -                 | -                 | C4                             | 2                              | 0                              | 0                              | 6        | 4        | 1        | 18    | 9     | 4     |
| Sous-total            | Sous-total            | Sous-total            | 138         | 59          | 25          | 8               | 4               | 1               | 5                 | 2                 | 1                 | -                              | 33                             | 14                             | 3                              | 43       | 28       | 3        | 227   | 107   | 33    |
| 2006-2007             | AS Monaco             | Ligue 1               | 32          | 8           | 1           | 1               | 0               | 0               | 2                 | 0                 | 0                 | -                              | -                              | -                              | -                              | 9        | 5        | 3        | 44    | 13    | 4     |
| 2007-2008             | AS Monaco             | Ligue 1               | 18          | 4           | 0           | -               | -               | -               | 1                 | 0                 | 0                 | -                              | -                              | -                              | -                              | 5        | 3        | 2        | 24    | 7     | 2     |
| Sous-total            | Sous-total            | Sous-total            | 50          | 12          | 1           | 1               | 0               | 0               | 3                 | 0                 | 0                 | -                              | -                              | -                              | -                              | 14       | 8        | 5        | 68    | 20    | 6     |
| 2007-2008             | FC Nuremberg          | Bundesliga            | 14          | 2           | 6           | -               | -               | -               | -                 | -                 | -                 | C3                             | 2                              | 0                              | 0                              | 7        | 4        | 0        | 23    | 6     | 6     |
| Sous-total            | Sous-total            | Sous-total            | 14          | 2           | 6           | -               | -               | -               | -                 | -                 | -                 | -                              | 2                              | 0                              | 0                              | 7        | 4        | 0        | 23    | 6     | 6     |
| 2008                  | Krylia Sovetov        | D1                    | 18          | 7           | 3           | -               | -               | -               | -                 | -                 | -                 | -                              | -                              | -                              | -                              | -        | -        | -        | 18    | 7     | 3     |
| 2009                  | Krylia Sovetov        | D1                    | 28          | 9           | 2           | -               | -               | -               | -                 | -                 | -                 | -                              | -                              | -                              | -                              | 1        | 0        | 0        | 29    | 9     | 2     |
| Sous-total            | Sous-total            | Sous-total            | 46          | 16          | 5           | -               | -               | -               | -                 | -                 | -                 | -                              | -                              | -                              | -                              | 1        | 0        | 0        | 47    | 16    | 5     |
| 2009-2010             | AS Cannes             | National              | 15          | 4           | 0           | -               | -               | -               | -                 | -                 | -                 | -                              | -                              | -                              | -                              | -        | -        | -        | 15    | 4     | 0     |
| 2010-2011             | AS Cannes             | National              | 29          | 16          | 1           | 3               | 0               | 0               | -                 | -                 | -                 | -                              | -                              | -                              | -                              | -        | -        | -        | 32    | 16    | 1     |
| Sous-total            | Sous-total            | Sous-total            | 44          | 20          | 1           | 3               | 0               | 0               | -                 | -                 | -                 | -                              | -                              | -                              | -                              | -        | -        | -        | 47    | 20    | 1     |
| Total sur la carrière | Total sur la carrière | Total sur la carrière | 483         | 199         | 55          | 34              | 19              | 1               | 8                 | 2                 | 1                 | -                              | 60                             | 25                             | 6                              | 91       | 55       | 9        | 676   | 300   | 72    |

### Buts en sélection
| Buts en sélection de Jan Koller | Buts en sélection de Jan Koller | Buts en sélection de Jan Koller     | Buts en sélection de Jan Koller | Buts en sélection de Jan Koller | Buts en sélection de Jan Koller | Buts en sélection de Jan Koller         |
| #                               | Date                            | Lieu                                | Adversaire                      | Score                           | Résultats                       | Compétitions                            |
| ------------------------------- | ------------------------------- | ----------------------------------- | ------------------------------- | ------------------------------- | ------------------------------- | --------------------------------------- |
| 1                               | 9 février 1999                  | Stade Roi-Baudouin, Bruxelles       | Belgique                        | 1-0                             | 1-0                             | Match amical                            |
| 2                               | 5 juin 1999                     | Stade de Kadriorg, Tallinn          | Estonie                         | 2-0                             | 2-0                             | Éliminatoires Euro 2000                 |
| 3                               | 9 juin 1999                     | Letna Stadium, Prague               | Écosse                          | 3-2                             | 3-2                             | Éliminatoires Euro 2000                 |
| 4                               | 18 août 1999                    | Sportovni Areal, Drnovice           | Suisse                          | 1-0                             | 3-0                             | Match amical                            |
| 5                               | 4 septembre 1999                | Žalgiris Stadium, Vilnius           | Lituanie                        | 3-0                             | 4-0                             | Éliminatoires Euro 2000                 |
| 6                               | 4 septembre 1999                | Žalgiris Stadium, Vilnius           | Lituanie                        | 4-0                             | 4-0                             | Éliminatoires Euro 2000                 |
| 7                               | 8 septembre 1999                | Na Stínadlech, Teplice              | Bosnie-Herzégovine              | 1-0                             | 3-0                             | Éliminatoires Euro 2000                 |
| 8                               | 9 octobre 1999                  | Letná Stadium, Prague               | Îles Féroé                      | 1-0                             | 3-0                             | Éliminatoires Euro 2000                 |
| 9                               | 13 novembre 1999                | Philips Stadion, Eindhoven          | Pays-Bas                        | 1-1                             | 1-1                             | Match amical                            |
| 10                              | 23 février 2000                 | Lansdowne Road, Dublin              | République d'Irlande            | 1-0                             | 2-3                             | Match amical                            |
| 11                              | 23 février 2000                 | Lansdowne Road, Dublin              | République d'Irlande            | 2-1                             | 2-3                             | Match amical                            |
| 12                              | 29 mars 2000                    | Na Stínadlech, Teplice              | Australie                       | 2-0                             | 3-1                             | Match amical                            |
| 13                              | 26 avril 2000                   | Letná Stadium, Prague               | Israël                          | 2-0                             | 4-1                             | Match amical                            |
| 14                              | 7 octobre 2000                  | Na Stínadlech, Teplice              | Islande                         | 1-0                             | 4-0                             | Éliminatoires de la Coupe du monde 2002 |
| 15                              | 7 octobre 2000                  | Na Stínadlech, Teplice              | Islande                         | 2-0                             | 4-0                             | Éliminatoires de la Coupe du monde 2002 |
| 16                              | 12 février 2002                 | Neo GSZ Stadium, Larnaca            | Hongrie                         | 2-0                             | 2-0                             | Match amical                            |
| 17                              | 13 février 2002                 | GSP Stadium, Nicosie                | Chypre                          | 2-2                             | 4-3                             | Match amical                            |
| 18                              | 13 février 2002                 | GSP Stadium, Nicosie                | Chypre                          | 3-2                             | 4-3                             | Match amical                            |
| 19                              | 21 août 2002                    | Stade Andrův, Olomouc               | Slovaquie                       | 1-1                             | 4-1                             | Match amical                            |
| 20                              | 21 août 2002                    | Stade Andrův, Olomouc               | Slovaquie                       | 2-1                             | 4-1                             | Match amical                            |
| 21                              | 29 mars 2003                    | De Kuip, Rotterdam                  | Pays-Bas                        | 1-1                             | 1-1                             | Éliminatoires Euro 2004                 |
| 22                              | 2 avril 2003                    | Letná Stadium, Prague               | Autriche                        | 2-0                             | 4-0                             | Éliminatoires Euro 2004                 |
| 23                              | 2 avril 2003                    | Letná Stadium, Prague               | Autriche                        | 3-0                             | 4-0                             | Éliminatoires Euro 2004                 |
| 24                              | 30 avril 2003                   | Na Stínadlech, Teplice              | Turquie                         | 2-0                             | 4-0                             | Match amical                            |
| 25                              | 11 juin 2003                    | Stade Andrův, Olomouc               | Andorre                         | 2-0                             | 5-0                             | Éliminatoires Euro 2004                 |
| 26                              | 10 septembre 2003               | Letná Stadium, Prague               | Pays-Bas                        | 1-0                             | 3-1                             | Éliminatoires Euro 2004                 |
| 27                              | 11 octobre 2003                 | Stade Ernst Happel, Vienne          | Autriche                        | 3-2                             | 3-2                             | Éliminatoires Euro 2004                 |
| 28                              | 19 juin 2004                    | Estádio Municipal de Aveiro, Aveiro | Pays-Bas                        | 1-2                             | 3-2                             | Euro 2004                               |
| 29                              | 27 juin 2004                    | Estádio do Dragão, Porto            | Danemark                        | 1-0                             | 3-0                             | Euro 2004                               |
| 30                              | 9 octobre 2004                  | Letná Stadium, Prague               | Roumanie                        | 1-0                             | 1-0                             | Éliminatoires de la Coupe du monde 2006 |
| 31                              | 13 octobre 2004                 | Hanrapetakan Stadium, Erevan        | Arménie                         | 1-0                             | 3-0                             | Éliminatoires de la Coupe du monde 2006 |
| 32                              | 13 octobre 2004                 | Hanrapetakan Stadium, Erevan        | Arménie                         | 3-0                             |                                 | Éliminatoires de la Coupe du monde 2006 |
| 33                              | 17 novembre 2004                | Philip II Arena, Skopje             | Macédoine du Nord               | 2-0                             | 2-0                             | Éliminatoires de la Coupe du monde 2006 |
| 34                              | 9 février 2005                  | Arena Petrol, Celje                 | Slovénie                        | 1-0                             | 3-0                             | Match amical                            |
| 35                              | 4 juin 2005                     | Stadion u Nisy, Liberec             | Andorre                         | 2-0                             | 8-1                             | Éliminatoires de la Coupe du monde 2006 |
| 36                              | 8 juin 2005                     | Na Stínadlech, Teplice              | Macédoine du Nord               | 1-1                             | 6-1                             | Éliminatoires de la Coupe du monde 2006 |
| 37                              | 8 juin 2005                     | Na Stínadlech, Teplice              | Macédoine du Nord               | 2-1                             | 6-1                             | Éliminatoires de la Coupe du monde 2006 |
| 38                              | 8 juin 2005                     | Na Stínadlech, Teplice              | Macédoine du Nord               | 3-1                             | 6-1                             | Éliminatoires de la Coupe du monde 2006 |
| 39                              | 8 juin 2005                     | Na Stínadlech, Teplice              | Macédoine du Nord               | 4-1                             | 6-1                             | Éliminatoires de la Coupe du monde 2006 |
| 40                              | 17 août 2005                    | Ullevi, Göteborg                    | Suède                           | 1-1                             | 1-2                             | Match amical                            |
| 41                              | 3 juin 2006                     | Letná Stadium, Teplice              | Trinité-et-Tobago               | 1-0                             | 3-0                             | Match amical                            |
| 42                              | 3 juin 2006                     | Letná Stadium, Teplice              | Trinité-et-Tobago               | 3-0                             | 3-0                             | Match amical                            |
| 43                              | 12 juin 2006                    | Veltins-Arena, Gelsenkirchen        | États-Unis                      | 1-0                             | 3-0                             | Coupe du monde 2006                     |
| 44                              | 8 septembre 2006                | Tehelné pole, Bratislava            | Slovaquie                       | 3-0                             | 3-0                             | Éliminatoires Euro 2008                 |
| 45                              | 7 octobre 2006                  | Stadion u Nisy, Liberec             | Saint-Marin                     | 4-0                             | 7-0                             | Éliminatoires Euro 2008                 |
| 46                              | 7 octobre 2006                  | Stadion u Nisy, Liberec             | Saint-Marin                     | 6-0                             | 7-0                             | Éliminatoires Euro 2008                 |
| 47                              | 11 octobre 2006                 | Lansdowne Road, Dublin              | République d'Irlande            | 1-1                             | 1-1                             | Éliminatoires Euro 2008                 |
| 48                              | 7 février 2007                  | Stade Roi-Baudouin, Bruxelles       | Belgique                        | 1-0                             | 2-0                             | Match amical                            |
| 49                              | 22 août 2007                    | Stade Ernst Happel, Vienne          | Autriche                        | 1-0                             | 1-1                             | Match amical                            |
| 50                              | 8 septembre 2007                | Stadio Olimpico, Serravalle         | Saint-Marin                     | 3-0                             | 3-0                             | Éliminatoires Euro 2008                 |
| 51                              | 21 novembre 2007                | GSP Stadium, Nicosie                | Chypre                          | 2-0                             | 2-0                             | Éliminatoires Euro 2008                 |
| 52                              | 26 mars 2008                    | SAS Arena, Herning                  | Danemark                        | 1-1                             | 1-1                             | Match amical                            |
| 53                              | 27 mai 2008                     | Stadion Eden, Prague                | Lituanie                        | 1-0                             | 2-0                             | Match amical                            |
| 54                              | 27 mai 2008                     | Stadion Eden, Prague                | Lituanie                        | 2-0                             | 2-0                             | Match amical                            |
| 55                              | 15 juin 2008                    | Stade de Genève,Genève              | Turquie                         | 1-0                             | 2-3                             | Euro 2008                               |